# Богуслав I
Богуслав I (иначе Богислав I, Боислав I; ок.   1130—18 марта 1187) — князь Померании-Шецина с 1156 года, князь Померании-Деммина с 1180 года; герцог Померании в 1181—1187. Третий сын Вартислава I (и по одной версии Хейлы Баваро-Саксонской).

## Биография

### Соправитель
Первоначально он управлял Западной Померанией совместно с братом Казимиром I. В честь отца братья заложили аббатство в Столпе. В 1160 году он разделил Померанию с братом, получившим Дымин.
Богуслав I и его брат Казимир поддержали Прибыслава Мекленбургского в его восстании против Генриха Льва, герцога Саксонии. В битва при Ферхене 6 июля 1164 года, после того как славянам удалось захватить немецкий лагерь, они были разбиты отрядом, не участвовавшим в битве. После битвы войска Генриха Льва взяли Дымин и Столпе. Братья стали вассалами Генриха Льва.

### Вассал
В качестве вассалов Генриха Льва Богуслав и его брат участвовали в датском походе 1168 года на Рюген.
В 1169 году Генрих Лев потребовал у Вальдемара I половину захваченной добычи. После того, как тот отказал, братья участвовали в войне с Данией, пока между Саксонией и Данией не был заключен мир.
В 1180 году наследовал Казимиру в Дымине.
В 1181 году Фридрих Барбаросса, лишив Генриха Льва его владений, сделал Богуслава герцогом Померании. Новый статус несколько изменил положение померанского правителя: с 1164 года он был вассалом Саксонии, после войны 1169 года сюзеренные претензии на Западную Померанию выдвигал Вальдемар Датский, также определенный интерес испытывал король Польши. В результате повышение Барбароссой статуса отчасти упрочило положение Померании (теперь она напрямую подчинялась императору).
Несогласный с этим Вальдемар I планировал в 1182 году войну с Померанией, но 12 мая он умер. Его наследник Кнуд VI отказался остаться вассалом империи. По приказу императора Богуслав воевал с Данией и Яромаром Рюгенским. Но после того как в
1184 году померанский флот проиграл сражение в Грайфсвальдском заливе, а армия Кнуда VI в 1185 году высадилась в Померании, Богуслав признал себя вассалом короля Дании и должен был выплатить дань.
18 мая 1187 года он умер.

### Семья и дети
Жёны:
1. ок. 1150 Вальбурга (- 1170-е) (по одной версии дочь Вальдемара I Датского, по другой дочь Свантибора Поморского);
2. Анастасия Великопольская (1160—1187), дочери Мешко III Польского и Евдокии Киевской

Дети:
- Ратибор (ок 1160—1183) Муж с 1175/1176 Саломеи (ок. 1160 — 11.05.12..), дочери Мешко III Польского
- Вартислав (II) (ок/ 1160—1184), герцог Померании-Деммина (1180—1184)
- неизвестная, жена Болеслава, сына Мешко III
- Богуслав II (ок.1178 — 1220) герцог Померанский (1187—1211, 1211—1220/1221) и Щецинский (1187—1211, 1211—1220/1221). Муж 1) Мирославы ( — 1233), дочери Мстивоя I, 2) Виславы, дочери Ярополка Романовича Смоленского
- Казимир II ( — 1219/1220) Соправитель ок. 1187—1219/1220 Померании. Резиденция Деммин. 1184—1219/1220 Муж Ингерды Датской